# Mirjana Marić
Mirjana Marić, cyr. Мирјана Марић (ur. 10 stycznia 1970 w Nowym Jorku) – serbska szachistka, arcymistrzyni od 1991 roku.

## Kariera szachowa
W 1985 r. zdobyła w Izraelu tytuł mistrzyni świata juniorek do lat 16. W czasie swojej kariery była również dwukrotną mistrzynią Jugosławii. Największe sukcesy osiągnęła w pierwszych latach 90. XX wieku, dwukrotnie kwalifikując się do turniejów międzystrefowych (eliminacji mistrzostw świata), w których zajęła XXI (Dżakarta 1993) i XXIII miejsce (Subotica 1991). W latach 1994 i 1996 dwukrotnie wystąpiła na szachowych olimpiadach, a w 1992 w drużynowych mistrzostwach Europy. W 2007 r. zajęła IV miejsce w indywidualnych mistrzostwach Serbii.
Najwyższy ranking w karierze osiągnęła 1 lipca 2000 r., z wynikiem 2333 punktów dzieliła wówczas 96-98. miejsce na światowej liście FIDE, jednocześnie zajmując 6. miejsce wśród jugosłowiańskich szachistek.

## Życie prywatne
Razem z siostrą Alisą (starszą o 21 minut) urodziły się w Stanach Zjednoczonych w okresie, gdy ich ojciec pracował w ONZ. Alisa (która w latach 90. należała do grona najlepszych szachistek świata) i Mirjana Marić tworzą jedyną na świecie parę bliźniąt z tytułem arcymistrzowskim.